# Billionfold Inc.
Billionfold Inc. (Billionfold Studios) o Estudios Billionfold es un estudio de animación fundado por el animador Butch Hartman en 2003.

## Producciones
| Nro # | Título                                      | Años de producción | Nota | Red                   |
| ----- | ------------------------------------------- | ------------------ | --- | --------------------- |
| 1     | Danny Phantom                               | 2004-2007          | | Nickelodeon           |
| 2     | Los padrinos mágicos                        | 2008-2017          | En coproducción con Frederator Studios desde la 6.ª temporada hasta la 10ta temporada cuando la serie fue cancelada | Nickelodeon           |
| 3     | T.U.F.F. Puppy                              | 2010-2015          | | Nickelodeon Nicktoons |
| 4     | Bunsen is a Beast                           | 2017-2018          | | Nickelodeon           |
| 5     | Los padrinos mágicos: más mágicos que nunca | 2022               | | Paramount+            |
| 6     | Los padrinos mágicos: Un nuevo deseo        | 2024               | | Nickelodeon           |

## Logotipo
El logotipo de la compañía tiene como mascota de la compañía a un superhéroe apodado por algunos foros "Butch El superhéroe" debido a su semejanza con el autor, en el logotipo de la compañía se pueden leer las palabras "Billionfold Inc." En la capa del mismo superhéroe, su aspecto está basado en la figura de Superman pero con la diferencia de logotipo fontal tiene una B dentro de un círculo y el traje es de color diferente.